# Grevillea heliosperma
Espèce
Classification phylogénétique
Grevillea heliosperma est une espèce de plantes à fleurs de la famille des Proteaceae. C'est un arbuste endémique du nord de l'Australie.
Il peut atteindre habituellement 8 mètres de hauteur. Il a des feuilles pennées, longues de 15 à 40 cm, et produit des fleurs rouges entre mai et septembre.
On le rencontre dans les régions de mousson (hiver sec, été mousson) à sols acides du nord de l'Australie-Occidentale et du Territoire du Nord.